# Джуліано Таккола
Джуліано Таккола (італ. Giuliano Taccola, 28 червня 1943, Вікопізано — 16 березня 1969, Кальярі) — італійський футболіст, що грав на позиції нападника.
Володар Кубка Італії.

## Ігрова кар'єра
Народився 28 червня 1943 року у Вікопізано. Вихованець юнацької команди футбольного клубу «Дженоа».
У дорослому футболі дебютував 1962 року виступами за команду клубу «Алессандрія», в якій провів один сезон, взявши участь у 22 матчах чемпіонату.
Згодом з 1963 по 1967 рік грав у складі наступних клубів: «Варезе», «Віртус Ентелла», «Савона» та «Дженоа».
1967 року перейшов до столичної «Роми», за яку відіграв два сезони. Більшість часу, проведеного у складі «Роми», був основним гравцем атакувальної ланки команди. За цей час виборов титул володаря Кубка Італії. Під час другого сезону в Серії А його результативність впала через регулярні проблеми зі здоров'ям — підвищення температури та підвищений серцевий ритм. Попри це головний тренер Еленіо Еррера продовжував активно залучати Такколу до складу команди. 2 березня 1969 року гравець пошкодив щиколотку у грі проти «Сампдорії», через що гру 16 березня 1969 проти «Кальярі» пропускав, лише супроводжуючи команду. Перед матчем він поскаржився на підвищену температуру і прийняв отримані від лікаря ліки. Після гри, яка завершилася нульовою нічиєю, перебуваючи у роздягальні з партнерами по команді, знепритомнів. Таккола помер у машині швидкої допомоги по дорозі до лікарні, а офіційною причиною смерті була названа серцева недостатність через пневмонію.
Згідно з інтерв'ю Ферруччо Маццоли 2004 року виданню «L'Espresso», Таккола став жертвою допінгу, використання якого, нібито, був широко поширене за Еленіо Еррери.

## Досягнення
- Володар кубка Італії:

«Рома»: 1968–1969